# Arendshorst

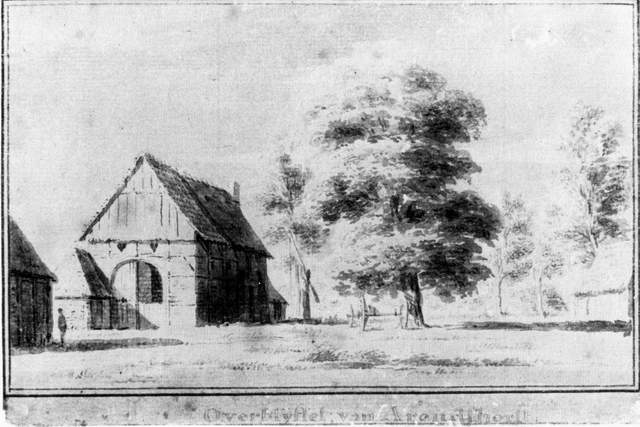
Overblijselen van de Arendshorst (Pentekening van Cornelis Pronk)

De Arendshorst was een havezate in de buurt van het Sallandse Varsen, schoutambt Ommen en Den Ham. Het werd voor het eerst genoemd in 1408 en betrof een leen van de Deventerse proosdij van St. Lebuïnus. De Arendshorst, dat aan de weg van Zwolle naar Hardenberg lag, is nadat het in 1800 van leenhorigheid gevrijd werd in 1836 afgebroken. Het werd tot de sloop bewoond door Arend van Echten tot Arendshorst. Thans is op de plek van de havezate een boerenerf, op de Arendhorsterweg 2.
In de eerste helft van de 16e eeuw vestigde Johan Rengers (†1564), telg uit de familie Rengers, zich op de havezate. De havezate was door huwelijk in 1497 van zijn vader Johan Rengers van Oldenhuis en Tuin († 1539) met Judith ten Water, dochter van Seyno ten Water, heer van de Arendshorst, in de familie Rengers gekomen. De genoemde Johan Rengers was de stamvader van de tak Rengers van de Arendshorst die in de 18e eeuw uitstierf.
In de 17e eeuw was de havezate eigendom van de familie Van Welvelde. Nadat Maria Judith van Welvelde (1642-1714) in 1664 trouwde met Herman Goossen van Hambroick (1637-1688) kwam het goed in de familie Van Hambroick. Vanaf 1690 tot 1733 was Lambert Joost van Hambroick heer van de Arendshorst, van 1733 tot 1766 diens zoon Robert Henric van Hambroick (1708-1789).
Ahnem · Den Alerdinck · Arendshorst · Arkelstein · Averbergen · Beerze · Den Berg · Bergentheim · Blankena · Borgele · Boskamp · Boxbergen · Bredenhorst · Buckhorst · Campherbeek · Collendoorn · Den Dam · Dieze · Dingshof · Den Doorn · Hof te Dorth · Eerde · Egede · De Gelder · Gerner · Glinthuis · Gramsbergen · De Groote Scheere · De Grote Weede · De Haere · Haerst · Hagenvoorde · Heemse · Herxen · Hoenlo · Hofstede · 't Hogeholt · Hogenhof · 't Hoogehuis · Junne · Kranenburg · Krijtenberg · De Kuile · Het Laar · Langeveldslo · Leemcule · Luttenberg · Melenhorst · Mennigjeshave · Nijenhuis · Oosterveen · Den Ordel · De Pol · Pothof · Rande · Rechteren · Het Reelaer · Rhaan · Rollecate · Rutenberg · Schoonheten · Schuilenburg · Vechterweerd · Velner · Venebrugge · Verborg · Voorst · Vrieswijk · Werkeren · Westerveld · Windesheim · Wittenstein · Wolfshagen · Zuthem